# Kosmos Pawłohrad
Kosmos Pawłohrad (ukr. Футбольний клуб «Космос» Павлоград, Futbolnyj Kłub "Kosmos" Pawłohrad) – ukraiński klub piłkarski z siedzibą w Pawłohradzie w obwodzie dniepropietrowskim. 
W latach 1992–1993 występował w rozgrywkach ukraińskiej Pierwszej Lihi, a od 1993 do 1995 w Drugiej Lidze.

## Historia
Chronologia nazw:
- 1973: Kołos Meżyricz (ukr. ФК «Колос» Межиріч)
- 1981: Kołos Pawłohrad (ukr. ФК «Колос» Павлоград)
- 1986: Szachtar Pawłohrad (ukr. ФК «Шахтар» Павлоград)
- 1995: Kosmos Pawłohrad (ukr. ФК «Космос» Павлоград)
- 1995: klub rozwiązano

Drużyna piłkarska Kołos została założona w 1973 roku we wsi Mieżyricz, w rejonie pawłohradzkim obwod dniepropietrowskiego, z inicjatywy przewodniczącego miejscowego kołchozu Iwana Obduły. W 1980 roku zespół zdobył mistrzostwo Ukraińskiej SRR wśród drużyn kultury fizycznej i otrzymał status drużyny mistrzowskiej. W 1981 klub przeniósł się do siedziby rejonu, miasta Pawłohrad i jako Kołos Pawłohrad debiutował w Drugiej Lidze Mistrzostw ZSRR, w której występował do 1989. Po kolejnej reorganizacji systemu lig ZSRR w latach 1990–1991 zmagał się Drugiej Lidze. W sezonie 1985/86 startował w rozgrywkach Pucharu ZSRR.
W 1986 zmienił nazwę na Szachtar Pawłohrad i reprezentował miejscową kopalnię.
W 1992 debiutował w Pierwszej Lidze Mistrzostw Ukrainy. W następnym sezonie 1992/93 zajął 22 miejsce i spadł do Drugiej Ligi. W 1995 połączył się z amatorskim zespołem Kosmos i pod nazwą Kosmos Pawłohrad startował w sezonie 1995/96. Ale po 11 kolejkach z powodu finansowych zrezygnował z dalszych rozgrywek i został pozbawiony statusu klubu profesjonalnego. Klub został rozwiązany w 1995 roku.

## Sukcesy
- 7 miejsce w Pierwszej Lidze: 1992
- wicemistrz Ukraińskiej SRR: 1983, 1984
- brązowy medalista Ukraińskiej SRR: 1982